# Provincia di Curicó
La provincia di Curicó è una provincia del Cile centrale, che appartiene alla regione del Maule (VII Región). La provincia confina:
- a nord con le province di Colchagua e Cardenal Caro, della Regione del Libertador General Bernardo O'Higgins,
- a ovest con l'Oceano Pacifico,
- a sud con la provincia di Talca
- a est con l'Argentina

La provincia conta 9 comuni e 244.053 abitanti (2002) e si estende per 7.281 chilometri quadrati.
Comuni:
- Curicó
- Romeral
- Teno
- Rauco
- Molina
- Licantén
- Hualañé
- Sagrada Familia
- Vichuquén